# 马押忽
马押忽，元朝人物。被称为孝子。
马押忽被称为也里可温氏，就是元朝对基督教聂斯脱里派教徒的称呼。马押忽家庭非常贫苦，他奉养继母张氏、庶母吕氏，能克尽儿子的职责。大约在元武宗、元仁宗时，地方官将他的事迹禀奏朝廷，朝廷褒扬表彰。